# BEA (foire)
 (mai 2019).

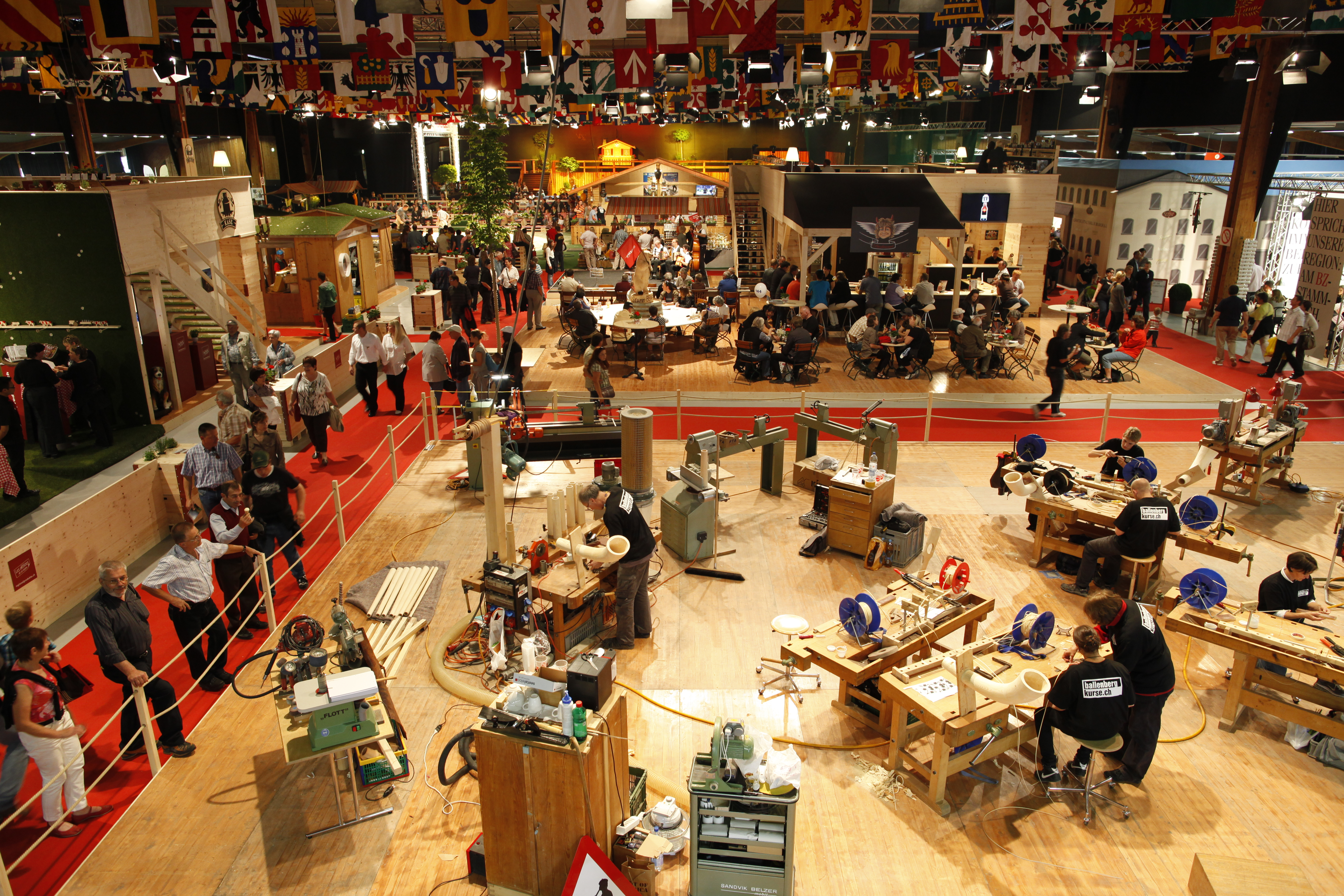
Une halle de Bernexpo

Les BEA est une foire qui se passe à Berne organisée par Bernexpo. BEA dure environ dix jours au mois de mai. Il y a aussi des animations, des ateliers, des jeux, des spectacles, des initiations, des démonstrations. Une fête foraine se déroule à l'extérieur.

## Historique
290 000 personnes l'ont visitée en 2019.

## Description
L'acronyme BEA est aussi le diminutif du prénom Béatrice en allemand, ce qui fait qu'un modèle nommé Bea accompagné d'une vache sont les mascottes de cette foire.